# Autostrada A33
Die Autostrada A33 (italienisch für ‚Autobahn A33‘) ist eine italienische Autobahn im Nordwesten des Landes, die nach ihrer Fertigstellung von Asti bis nach Cuneo führen wird. Sie ist insgesamt zurzeit auf 54,66 km für den Verkehr freigegeben, nach ihrer kompletten Fertigstellung wird sie 90,14 km lang sein. Die A33 besteht aus zwei Abschnitten, die nicht miteinander verbunden sind. Die Autobahn ist mautpflichtig und liegt komplett in der italienischen Region Piemont. Die Autobahn wird von der italienischen Autobahngesellschaft Autostrada Asti-Cuneo verwaltet.

## Verlauf

Übersichtskarte der italienischen Autobahn A33

Nach ihrer kompletten Fertigstellung wird die A33 von Asti bis nach Cuneo  führen. Die A33 besteht aus zwei getrennten Abschnitten; dazwischen fehlen (Stand März 2023) noch 4,5 km.
- Der nördliche Abschnitt ist 58,20 km lang und führt von Asti über Alba bis zur A6. Hier sind aktuell 42,35 km in Betrieb.[1]
- Der südliche Abschnitt zweigt bei Carrù von der A6 ab und führt nach Cuneo. Er ist 31,94 km lang,[5] wovon 12,31 km in Betrieb sind.[2]

Die A6 stellt eine ca. 40 Kilometer lange Verbindung zwischen dem nördlichen Teil der A33 und dem südlichen dar.
Die neue Autobahn wird Brücken in einer Länge von 9,1 km und  Tunnels mit einer Gesamtlänge von 10 km besitzen. Insgesamt sind 11 Anschlussstellen geplant.

### 1. Abschnitt: Asti - A6
Die SS 231 di S. Vittoria verläuft zwischen Asti und Cuneo praktisch nahezu identisch mit der A33.
Die SS 231 ist zwischen Asti Est und Rocca Schiavino auf einer Länge von 6,5 km vierspurig ausgebaut, hier befindet sich der Ausbau zur A33 und Anschluss an die A21 derzeit in der Planungsphase.
Der 2,23 km zwischen Rocca Schiavino und Isola d’Asti (derzeitiges Ende der A33) ist derzeit in Bau.
Bei Rocca Schiavino soll ein Autobahnzubringer (ital. diramazione) die Westumfahrung Astis bilden und die A33 mit der A21 verbinden.
Der Abschnitt zwischen Isola d’Asti und Castagnito (Länge: 14,7 km) ist bereits eröffnet. Er wurde am 16. April 2007 für den Verkehr freigegeben. Hier führt die Autobahn entlang des Flusses Tanaro Richtung Südwesten und besitzt 4 Anschlussstellen.
Zwischen Castagnito und Cherasco ist die Autobahn derzeit unterbrochen. In diesem Abschnitt bildet die SS 231 die vierspurig ausgebaute Tangenziale von Alba. Dieser Abschnitt wird in die A33 integriert werden. Der Abschnitt wurde in zwei Baulose unterteilt,
- 2.5 Guarene-Roddi mit einer Länge von 6,15 km
- 2.6  Roddi-Cherasco mit einer Länge von 8,88 km

die beide noch in Planung stehen.
Der letzte Abschnitt zwischen Cherasco  und der Verbindung mit der A6 ist bereits fertiggestellt. Er wurde am 18. Juni 2007 eröffnet.

### 2. Abschnitt: A6 - Cuneo
In der Nähe von Carrù zweigt der 2. Abschnitt der A33 von der A6 ab. Er führt Richtung Westen  12,3 km bis S. Albano Stura und wurde als erster der A33 am 29. Juli 2005 eröffnet.
Der Abschnitt von S. Albano über Casteletto Stura bis nach Cuneo (Baulos 1.3 und 1.4) wurde am 20. Februar 2012 eröffnet und dem Verkehr übergeben. Geplant ist eine weitere Verlängerung der A33, wobei Cuneo westlich umfahren werden soll und die Stadt somit eine Tangente erhält.

### Abschnitt 6 b
Anfang April 2023 wurde (in Anwesenheit des Infrastrukturministers Matteo Salvini und des Präsidenten der Region Piemont, Alberto Cirio) der Abschnitt 6b eingeweiht. Die Arbeiten wurden von der ASTM S.p.A. durchgeführt. Nun fehlen noch 4,5 Kilometer zur Fertigstellung der A33; dafür werden 18 Monate prognostiziert.